# Широкоголовый эниалоидес
Широкоголовый эниалоидес (лат. Enyalioides laticeps) — вид ящериц семейства Hoplocercidae. Обитает в западной части бассейна Амазонки на территории Колумбии, Эквадора, Бразилии и северном Перу.